# Fortplantning

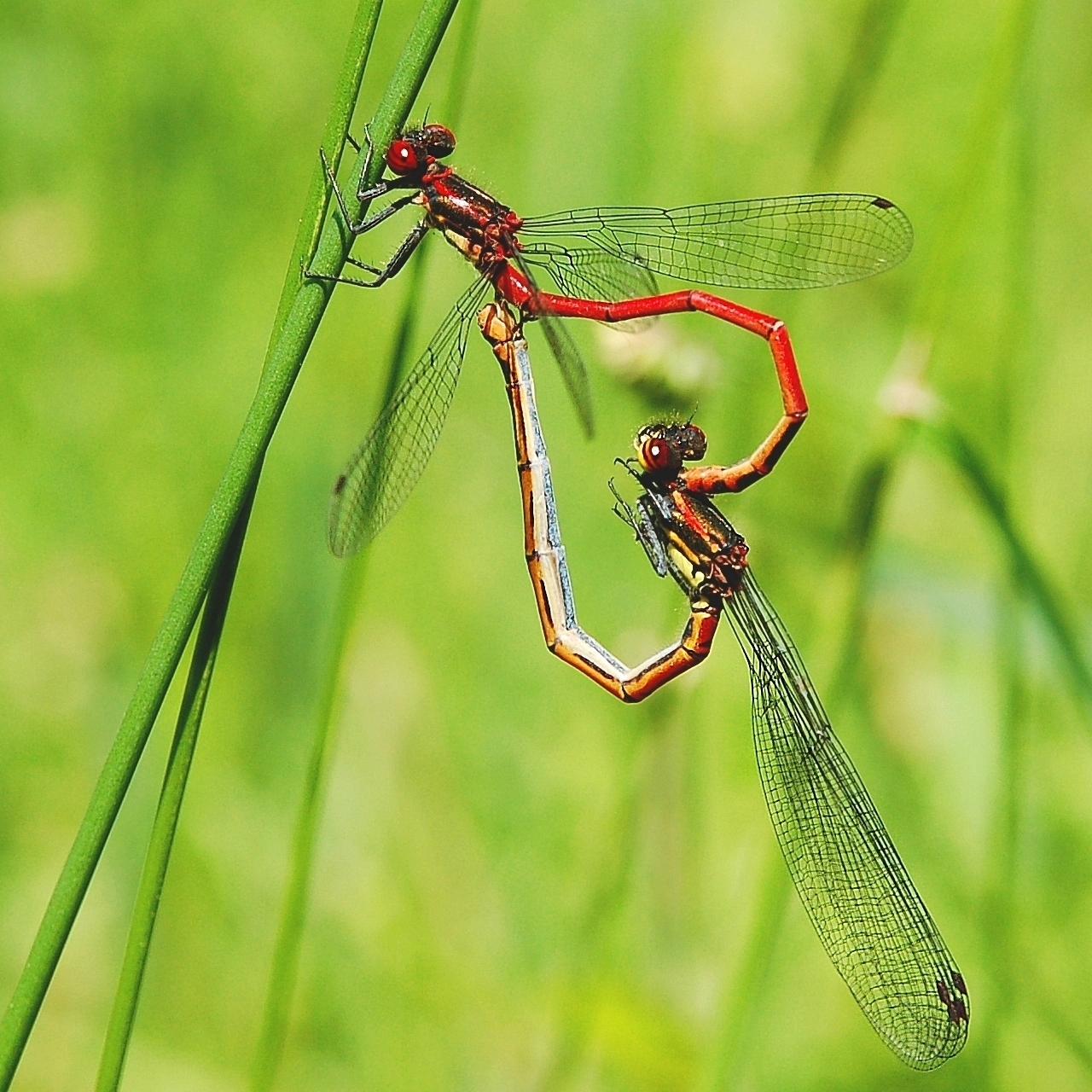
Parning mellan flicksländor.

Fortplantning, även förökning eller reproduktion, kallas det när djur, människor eller växter förökar sig och för livet vidare till en ny generation. Förökningen kan hindras av andra arter eller begränsade resurser.
Olika arter fortplantar sig på olika vis. Högre arter, såsom däggdjur inklusive människan, har sexuell fortplantning (även kallad könlig reproduktion) vilket oftast innebär att hane och hona parar sig och förenar sina gameter, det vill säga att hanen överför en enkel uppsättning av sina anlag till äggcellen, som också har en enkel uppsättning anlag, i honan. Därefter sker själva befruktningen vilket bildar en zygot. Zygoten delar på sig genom celldelningar, vilket ger upphov till en individ. Den nya individen får då en dubbel uppsättning anlag som är unik, det vill säga inte är exakt likadan som någon annan individs.
En del enklare arter till exempel svampar, amöbor och bakterier har asexuell fortplantning (även kallat könlös reproduktion) och fortplantar sig genom avknoppning av hela eller delar av sitt cellmaterial till nya individer. Som ett resultat av detta får den nya individen samma gener som modern, alltså är den en klon. Många växter kan föröka sig både könligt och könlöst, såsom exempelvis lökväxter som kan dela sig och jordgubbsplantorna som förutom frösådd kan föröka sig genom revor.

## Fortplantning hos djur

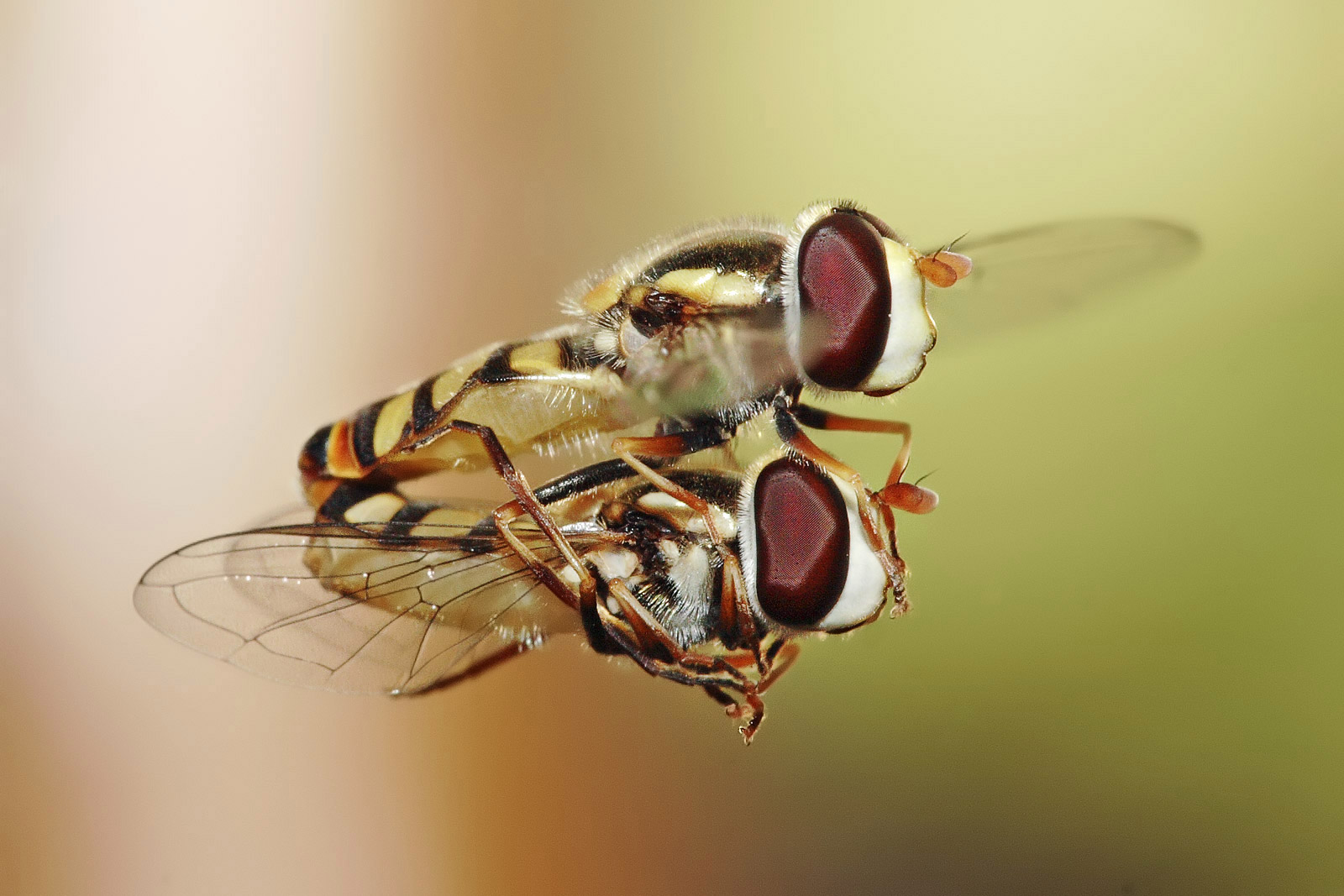
Två blomflugor förökar sig sexuellt i luften

Det finns en rad olika sätt på vilka olika djurarter reproducerar sig. Vissa arter väljer att producera en stor mängd, ibland uppemot flera miljoner, avkommor, även om bara ett fåtal överlever tills de är könsmogna, medan andra arter inte producerar lika många avkommor men där det är större chans att dessa överlever och får ett långt liv. Om arter med en stor mängd avkommor lever i gynnsamma områden kan populationen öka snabbt, och om så är fallet, så kallas de för opportunister. Ju längre tid det tar till könsmogen ålder hos en art, desto långsammare ökar populationen.
De flesta djurarter förökar sig sexuellt. Det medför bland annat att det är större chans att något av barnen överlever, eftersom de inte är likadana som varandra, till skillnad från den asexuella reproduktionen. Många fiskar fortplantar sig sexuellt men befruktningen sker externt, exempelvis genom att honan lägger äggen och att hanen släpper sperma på dem efter att de har lagts. Anledningen till att två individer sällan är likadana, är att man har gener från båda föräldrarna; att arvsanlagen förenas vid befruktningen. En annan anledning till att det är större chans att dessa överlever är att könscellerna delar sig i något som kallas för meios. Detta medför att den ena kromosomen i ett kromosompar kan reparera en skada som har skadat en gens DNA-strängar. Meiosen omorganiserar även arvsanlagen. Det finns dock undantag där asexuell och sexuell reproduktion samexisterar, i något som kallas för polyembryoni. Ett exempel på detta är bältor, där dottercellerna isoleras från varandra till egna individer och bildar enäggssyskon, efter att en sexuell förökning har ägt rum. Hos bältor kan upp till tolv syskon bilda enäggstolvlingar. Vissa steklar kan på detta sätt bilda uppemot enäggstvåtuslingar
Själva parningen kan ske på en mängd olika sätt, men hos många arter tas initiativ till handlingen av den ena parten – ofta hanen. Samvaron kan ske samtyckt eller efter våld eller tvång, och parningen kan i vissa fall skada en av parterna. Det senare förekommer bland annat hos honungsbin, bönsyrsor, vissa spindlar, vägglöss och en del blötdjur. Änder och kattdjur är andra exempel på djur med maktspel och aggressivitet i samband med parning.

### Partenogenes

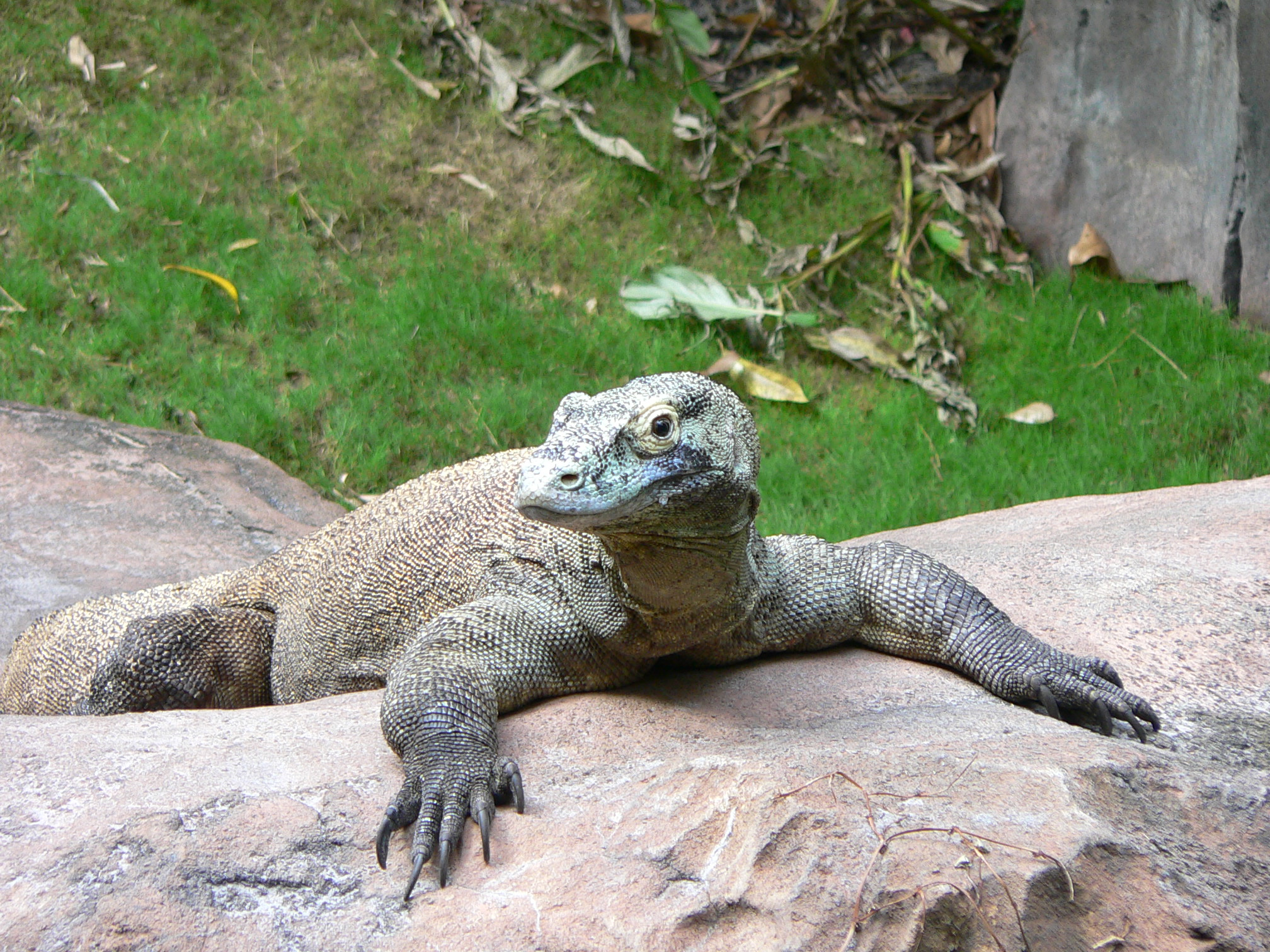
Komodovaranen har bekräftats kunna föröka sig med partenogenes

Partenogenes, eller jungfrufödsel, är när diploida eller haploida individer utvecklas från ett ägg som är obefruktat. Diploida individer har dubbla upplagor av varje kromosom som ingår i par. Könsceller blir genom meiosen haploida, det vill säga att de bara har en enkel upplaga av varje kromosom, men att dessa förenas vid befruktningen. Om ingen meios sker när den nya individen utvecklas blir den nya honan diploid, vilket bland annat förekommer hos hjuldjur. Om en meios inträffar bildar exempelvis vissa rundmaskar haploida honor. Hos bland annat myror och bin bildar haploida obefruktade ägg drönare (hannar bland myror) medan befruktade diploida ägg resulterar i honor, antingen arbetare eller drottningar. Partenogenes finns inte bland däggdjur. Exempelvis bladlöss förökar sig asexuellt partenogenetiskt när förhållandena är gynnsamma, men när de blir sämre istället sexuellt för att få variation bland avkomlingarna.
Nyligen fann man att komodovaranen, som vanligtvis förökar sig sexuellt, även kan föröka sig asexuellt genom partenogenes. Eftersom generna som bestämmer kön hos komodovaraner använder sig av ZW-systemet (där ZW är hona, ZZ är hane och WW är utan livskraft) kommer avkomman från processen bli ZZ (hane) eller WW (utan livskraft), utan att några ZW-honor föds. Ett fall har dokumenterats av en komodovaran som har ändrat tillbaka till sexuell förökning efter en känd partenogeneshandling. Det har förutsatts att detta ger en fördel till kolonisering av öar, där en enda hona teoretiskt kan få hannar som avkomma asexuellt, och sedan byta till sexuell förökning med dem för att få en högre grad av genetisk diversitet än vad bara asexuell förökning kan generera.

### Hermafrodit

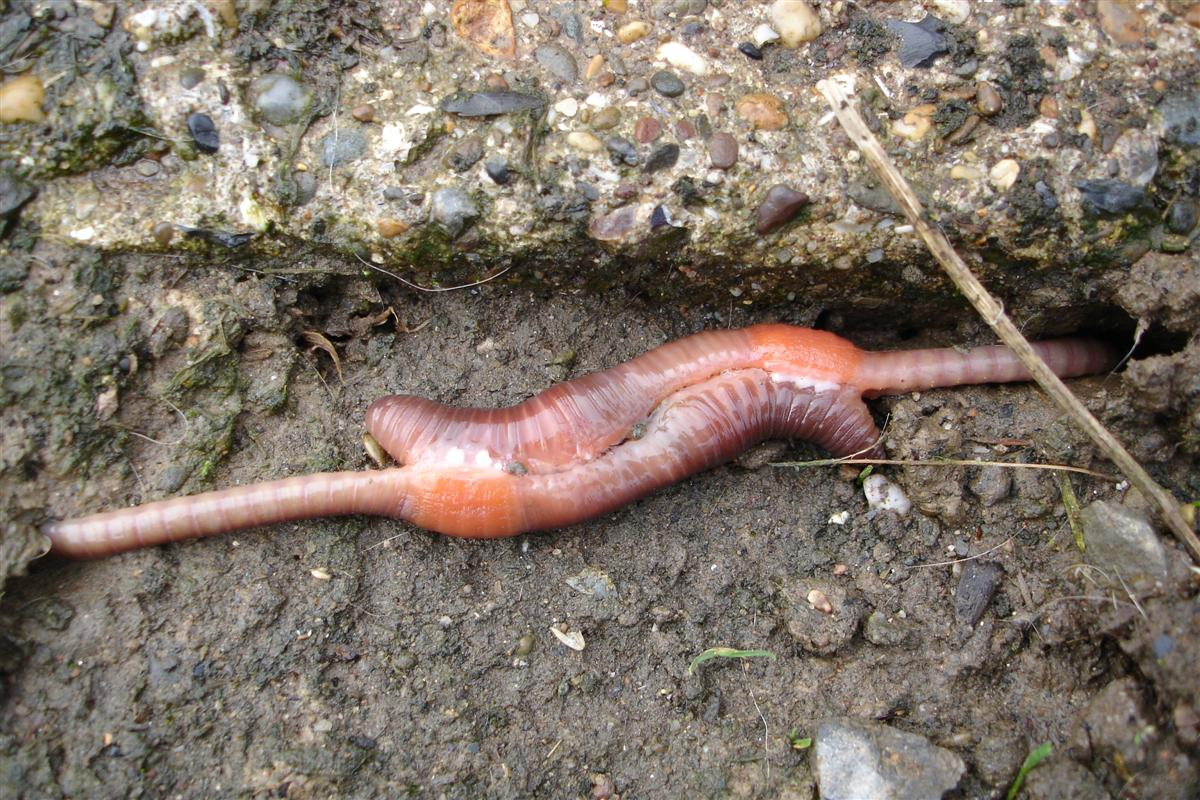
Daggmasksfortplantning

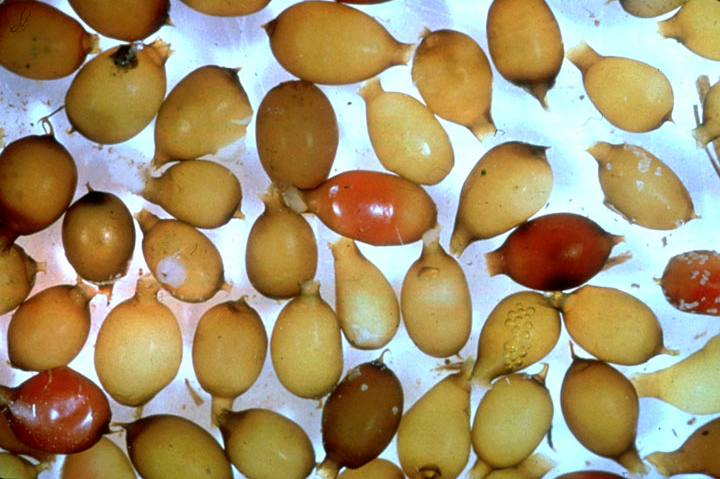
Daggmaskskokonger

Man skiljer mellan skildkönade och hermafrodita arter. Skildkönade arter har hanar och honor, som för samman sina gameter vid befruktning, medan hermafroditer bildar spermie och ägg samtidigt, som exempelvis hos daggmaskar, vinbergssnäckan och djuphavsarter. Hermafroditer bildar inte varierande avkomlingar, men alla avkomlingar blir befruktade. Det är anledningen till att dessa är vanligast i djuphavet, då det har sina fördelar i glesa djurbestånd. Daggmaskar och vinbergssnäckor har dock rundgått detta för att inte självbefruktas genom olika mekanismer. Daggmaskarnas mekanism består i att de parar sig tätt intill varandra, vartefter ägg och spermier samlas i en kokong som utsöndras av masken. Här utvecklas de befruktade äggen till nya daggmaskar, som efter hand kläcks Det finns även exempel på arter, som nordhavsräka och svärdbärare, som under sin levnadstid växlar kön.

### Asexuell fortplantning bland djur

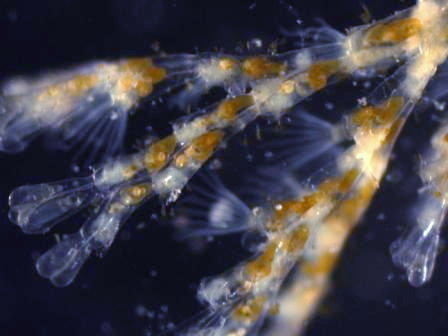
Kolonibildande hydrozoer

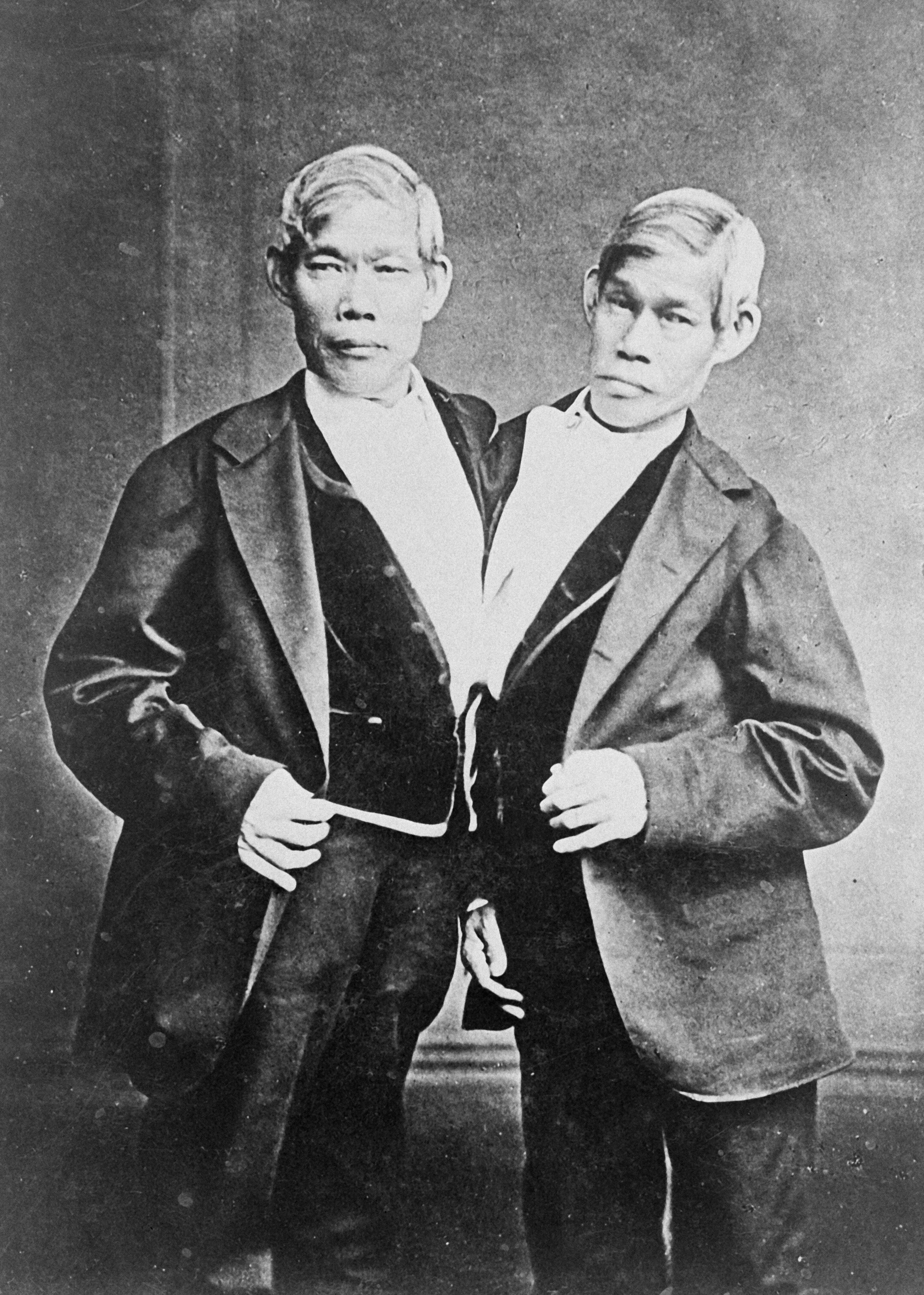
Siamesiska tvillingar

Det finns ett antal djurarter som fortplantar sig asexuellt. Exempelvis amöbor fortplantar sig via celldelning i form av mitos. Flercelliga enkla djur, som exempelvis svampdjur, förökar sig genom något som heter fragmentering, och som består i att den cellmassa som utgör deras kropp fragmenteras, sönderfaller, i mindre massor i sin könlösa fas. En del kolonibildande djur, som hydror knoppar nya avkomlingar. Hos vissa sådana arter, som hos nässeldjurens polyper, knoppas nya individer av i maskarnas bakdel eller i polypens topp. Detta kallas strobilation. Djur som förökar sig asexuellt bildar avkomlingar som är identiska med sig själva, och som därför utgör en klon av sin förälder.

### Tvillingar
Det finns olika sätt på vilka  tvillingar uppstår. Enäggstvillingar uppstår när ett embryo under utvecklingens tidigaste skeden delas i två delar, som utvecklas till var sitt nytt embryo. Om delningen inte är fullständig uppstår siamesiska tvillingar. Två enäggstvillingar består av exakt samma genuppsättning, och är som ett resultat av detta alltid av samma kön. Tvåäggstvillingar uppstår när två ägg befruktas av en spermie var. I dessa fall kan de båda tvillingarna vara av olika kön. Detta är vanligt hos däggdjur, där det dock kan vara mer än två, och som därför går under namnet fleräggsmånglingar. Ju större däggdjur, desto färre ungar. Se även början av avsnittet. Polyspermi kallas det när flera spermiers kärnor förs in i samma ägg. Detta förhindras av spärrar hos de flesta djur. Zona pellucida heter det hölje runt ägget som hos många djur hindrar fler spermier att komma in i ägget när den första spermien har kommit in. En del djurs ägg ändrar yta, så att dessa förhindras. Hos de djur där polyspermi inte förhindras så degenereras övriga spermier och enbart en spermie befruktar ägget. Om två spermier ändå skulle befrukta samma ägg skulle ett för högt och obalanserat kromosomtal inträffa, vilket inte skulle kunna fungera bland människor.

## Fortplantning hos växter

### Asexuell fortplantning
Växter förökar sig genom att delar av kroppen skiljs av från kroppen eller genom att bilda skott som kan utvecklas till en ny individ, och att dessa avskilda delar därefter kan bilda en ny eller flera nya individer. Dessa delar, kallade diasporer, brukar skiljas av i större mängder vilket bidrar till en snabbökande population samt utbredningsområde. Encelliga organismer kan föröka sig asexuellt genom enkel celldelning av en cell till två celler, och så vidare. En del växter har jordstammar som förgrenar sig och från vilka nya individer kan uppkomma. Getrams, iris och vitsippa har relativt tjocka jordstammar, medan kirskål och kvickrot har betydligt kortare sådana. Dessa utlöpare sprider sig under marken. Det finns växter där de istället sprider sig som revor över marken, som hos jordgubben. Prydnadsväxter, samt andra växter också, kan man ta sticklingar från. Sticklingar, eller avskurna dotterplantor, är även en vanlig förökningsmetod bland odlade växter som ananas.

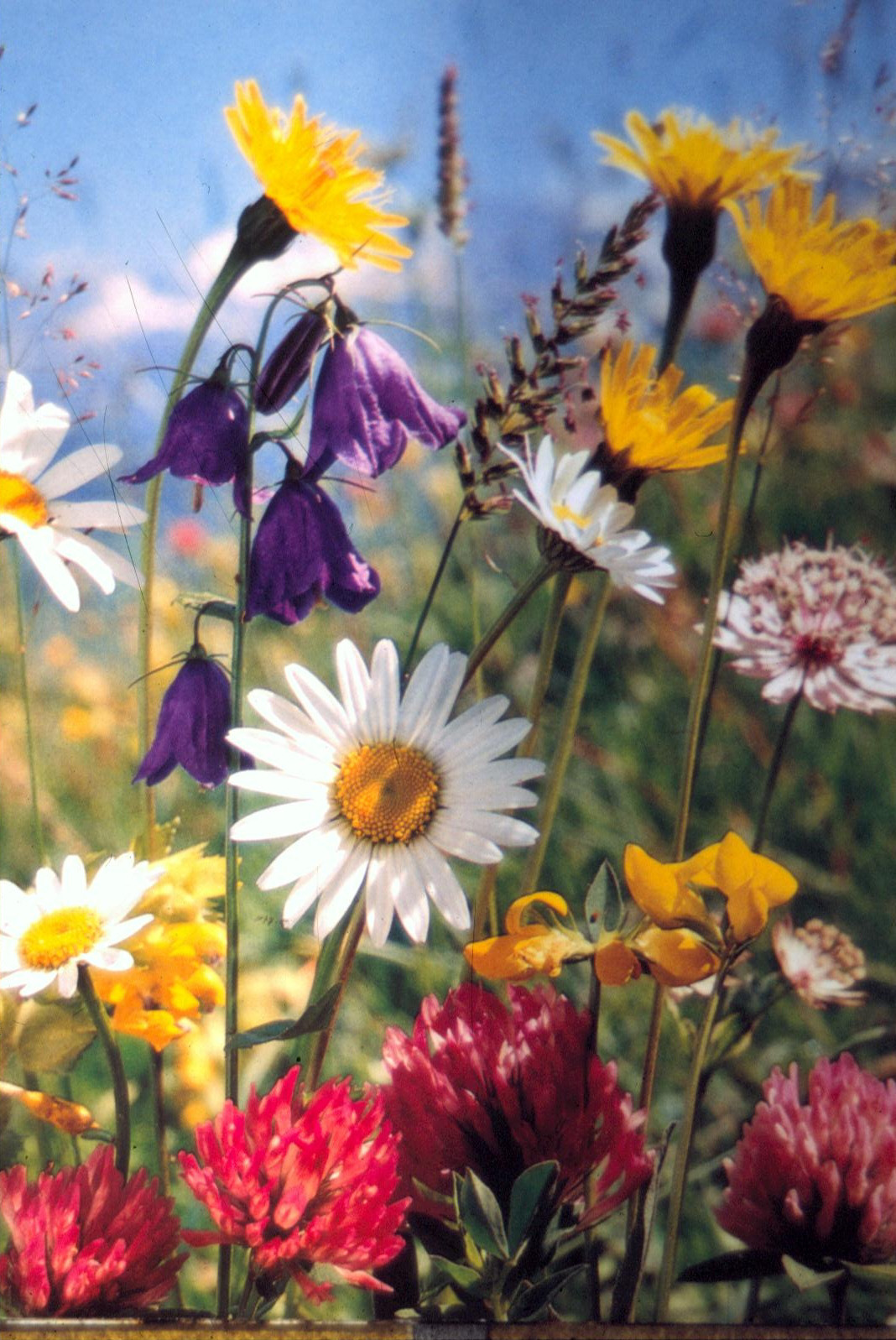
Blommor är den sexuella reproduktionsmekanismen för vissa växter.

Alger och en del svampar kan bilda stora mängder sporer. En spor är diasporer som har bildats särskilt och som släpps lös från moderindividen. Sporangium kallas celler som vissa sporer bildas i. De kan dock även bildas utanpå individen. Sporangiets sporer kommer ut ur sporangiet genom sporer och bristningar i dess vägg. Zoosporer kallas sporer som genom speciella gissel rör sig i vatten. På land har sporer sällan gissel utan sprids med vinden. Ormbunksväxter och fanerogamer kan föröka sig genom bulbiller, som bland annat sitter i bladens veck eller kanter.

### Sexuell fortplantning
Sexuell fortplantning förekommer bland växter likaså. Fruktifikativ kallas den sorts diaspor som bildas hos växter vid sexuell förökning. Dessa kan förekomma i form av fröer, frukter och fruktförband. Hos alla växter som förökar sig sexuellt bildar båda könen gameter som bildar zygoter under befruktningen. Det är oftast gameternas plasma och kärnor som förs samman, under befruktningstillfället. Gametangier heter det organ som gameterna bildas i. Isogami kallas det när båda gameterna hos främst vissa alger är av samma utseende och storlek. Om de istället är olika stora kallas det för anisogami. Oogami är en typ av sexuell förökning som finns hos många alger, bland alla mossor, ormbunksväxter, fanerogamer och nästan alla djur. Ägget är då stort och orörligt medan hanens gamet, spermatozioden, är liten men kan röra sig. Apomixis är när den sexuella förökningen ej längre används utan att fröna bildas utan befruktning och att förökningen därmed är asexuell.
Hos de flesta växter, både kryptogamer och fanerogamer, förekommer generationsväxling. Detta innebär att organismen generationsvis växlar mellan två typer av organismer, en haploid med enkel genuppsättning, och en diploid med dubbel. Detta kallas kärnfasväxling. Även vissa djur, exempelvis nässeldjuren, fungerar på detta sätt. Hos växter kallas organismerna i dessa två generationer för gamofyter och sporofyter. Gamofyten är den haploida eller könliga generationen. Den bildar haploida könsceller, som sammansmälter två och två för att bilda en diploid könlös organism, sporofyten. Sporofyten bildar sedan haploida sporer, som ger upphov till en ny gametofyt. Vissa blommande växter har hanliga och honliga individer, men de flesta har hanliga och honliga könsorgan (ståndare och pistill) i samma blomma.

## Liv utan fortplantning
Livets existens utan fortplantning spekuleras det en del i. Den biologiska grenen som forskar i hur livets ursprung ledde från ej fortplantande element till fortplantande organismer kallas abiogenes. Oavsett om det fanns eller inte fanns flera oberoende abiogenesiska händelser tror biologer att allt idag levande livs första förfader levde på jorden för omkring 3,5 miljarder år sedan. Vissa forskare har idag spekulerat i möjligheten att skapa liv utan fortplantning i ett laboratorium. Flera forskare har lyckats att framställa enkla virus från helt olevande material Viruset anses ofta vara ej levande. Viruset består inte av något mer än ribonukleinsyra eller DNA i en proteinkapsel, och har ingen metabolism och kan bara självkopiera med hjälp av en kapad cells metaboliska maskineri.
Att producera en verkligen levande organism, som en enkel bakterie, utan några förfäder skulle vara mycket svårare, men kan mycket väl vara möjligt enligt nuvarande biologisk kunskap. En syntetisk genom har överförts till en existerande bakterie där den ersatte det ursprungliga DNA:t, vilket resulterade i den artificiella produktionen av en ny Mycoplasma mycoides-organism.